# Lemieux Islands
Lemieux Islands är en långsträckt arkipelag i Kanada.   De ligger i territoriet Nunavut, i den östra delen av landet, 2 200 km norr om huvudstaden Ottawa. Den ligger på östra sidan av halvön Hall Peninsula. Från norr räknat är de större öarna / ögrupperna: Moodie Island, Jackson Island, Christopher Hall Island, Leybourne Islands, Hozier Islands, Okalik Island och Brevoort Island.